# Ayenia abutilifolia
Ayenia abutilifolia är en malvaväxtart som först beskrevs av Porphir Kiril Nicolai Stepanowitsch Turczaninow, och fick sitt nu gällande namn av Porphir Kiril Nicolai Stepanowitsch Turczaninow. Ayenia abutilifolia ingår i släktet Ayenia och familjen malvaväxter. Inga underarter finns listade i Catalogue of Life.